# Psychoda guianica
Psychoda guianica är en tvåvingeart som först beskrevs av Charles Howard Curran 1934.  Psychoda guianica ingår i släktet Psychoda och familjen fjärilsmyggor.
Artens utbredningsområde är Guyana. Inga underarter finns listade i Catalogue of Life.